# 博埃伊-伯赞
博埃伊-伯赞（法語：Boeil-Bezing，法語發音：[bɔɛj bəzɛ̃]）是法国大西洋比利牛斯省的一个市镇，位于该省东部，属于波城区。该市镇于1868年由原市镇博埃伊（Boeil）和伯赞（Bezing）合并而成。

## 地理
博埃伊-伯赞（43°13'17"N, 0°16'0"W）面积8.5 平方千米，位于法国新阿基坦大区大西洋比利牛斯省，该省份为法国东南部省份，涵盖了贝阿恩与北巴斯克，西临大西洋比斯開灣，北至朗德省，东北接热尔省，东临上比利牛斯省，南与西班牙接壤。
与博埃伊-伯赞接壤的市镇（或旧市镇、城区）包括：昂加伊斯、阿罗斯德奈、博德雷克斯、伯斯特、博尔德、戈梅尔、努斯蒂、帕尔迪斯皮耶塔特、圣阿比、苏穆卢。
博埃伊-伯赞的时区为UTC+01:00、UTC+02:00（夏令时）。

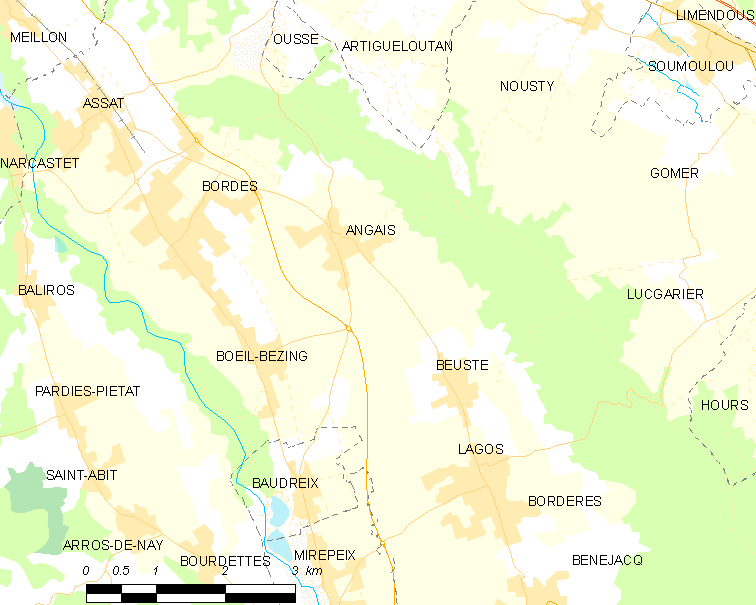
博埃伊-伯赞的OSM定位图

## 行政
博埃伊-伯赞的邮政编码为64510，INSEE市镇编码为64133。

## 政治
博埃伊-伯赞所属的省级选区为乌斯河与拉关河河谷县。

## 人口

1962-2008年间博埃伊-伯赞人口变化图示

博埃伊-伯赞于2022年1月1日时的人口数量为1330人。